# Gherardo Felloni
Pour les articles homonymes, voir Felloni.
Gherardo Felloni (né le 27 février 1980) est un styliste italien de mode, directeur artistique de la marque Roger Vivier.

## Jeunesse et éducation
Gherardo Felloni est né dans la région de Toscane en Italie dans les années 1980. Il a grandi au sein d'une famille d'artisans chausseurs et de fabricants de chaussures. Son oncle et son père possédaient une fabrique de chaussures qui a été active de 1958 jusqu'au début des années 2000 à Arezzo[source secondaire souhaitée]. Cette usine fabriquait des échantillons de chaussures pour des marques comme Prada, Gucci et Hermès[source secondaire souhaitée]. 
Gherardo Felloni poursuit ses études secondaires en se concentrant sur les études scientifiques. Plus tard, il étudie l'opéra au Conservatoire de Paris et chante en tant que ténor, comptant Laura Agnoloni parmi ses professeurs[source secondaire souhaitée]. Il a également étudié l'art dramatique à Rome, avec l'actrice et productrice Stefania de Santis[source secondaire souhaitée]. Il collectionne et est passionné d'art  contemporain ainsi que des bijoux anciens du XIXe siècle qui influencent fortement son style[source secondaire souhaitée]. Le designer passe une grande partie de son temps au Faro delle Vaccarecce, un phare où il réside sur l'Île de Giglio.

## Carrière
Gherardo Felloni a travaillé pour Fendi et Helmut Lang avant de déménager à Paris, en France, pour travailler chez Dior. Par la suite, il a travaillé chez Miu Miu et Prada pendant plus d'une décennie.
En 2018, Gherardo Felloni devient directeur artistique de la marque Roger Vivier,,,. Depuis qu'il a pris les rênes de l'entreprise, il a mis en valeur des codes de la marque comme la couleur, la forme ainsi que, la boucle carrée qui caractérise les créations habituelles de l'entreprise, tout en faisant avancer la marque avec une approche moderne. À sa nomination, il a imaginé la boutique historique à Paris et il continue d'explorer le design d'intérieur en combinant l'ancien et le moderne, avec des œuvres d'art, des chaussures, des articles acquis aux enchères et des souvenirs en les plaçant dans toutes les nouvelles boutiques de la marque et chez lui. Son style de design intérieur a été qualifié de mélange d'exubérance et d'élégance avec des éléments de formalisme architectural.
En juillet 2023, le designer réintroduit la présentation de la marque pendant la semaine de la haute couture en présentant une collection de sacs à main dans le cadre d'une vision plus large de la marque visant à renforcer le secteur des accessoires. Pour célébrer le 60e anniversaire du talon « Virgule » de Roger Vivier, Gherardo Felloni  relance la chaussure pour l'automne/hiver 2024. Pour l’occasion, la chaussure est mise en valeur grâce à des couleurs brillantes. De plus, venant de Miu Miu où il avait été responsable des chaussures, des articles en cuir et des bijoux fantaisie, Gherardo Felloni lance une ligne des bijoux au début de son activité chez Roger Vivier. En novembre 2023, il est nommé Designer de l'Année lors de la 37e édition des FN Achievement Awards.
Une des premières initiatives de Gherardo Felloni pour Roger Vivier est d'introduire sa première sneaker, la Viv’Run. Pour le Printemps 2024, il presente l’escarpin classique Viv’Canard en prenant inspiration dans les archives de la marque et en interpretant la forme traditionnelle de la chaussure qui présente un bout typiquement allongé. Parmi les autres modèles que Gherardo Felloni introduit chez Roger Vivier, il y a une chaussure à boucle dont la boucle est devenue plus longue et le talon plus épais, ainsi que la pantoufle Maharaja qui a été rendue plus fine, recouverte de pierres et décorée d'une seule plume.